# Max Loewy
Maximilian „Max“ Loewy (* 5. Januar 1875 in Hohendorf bei Marienbad; † 16. Januar 1948 in Marienbad) war ein österreichisch-tschechischer Universitätsprofessor mit den Fachgebieten Psychiatrie, Neurologie, Balneologie und Psychoanalyse. Loewy war Überlebender des Holocaust.

## Leben
Max Loewy absolvierte nach Ablegung des Abiturs am Gymnasium ein Studium der Medizin an der Universität Straßburg und Prag. Nach Studienabschluss promovierte er zum Dr. med. Im Sommer war er als Kurarzt und Psychiater in Marienbad tätig und im Winter an der Psychiatrischen Klinik in Prag. Von 1912 bis 1914 war er als Nervenarzt in Heluan bei Kairo tätig. Während des Ersten Weltkrieges war er von 1914 bis 1918 als Regimentsarzt der k. u. k.-Armee im Einsatz und wurde mehrfach ausgezeichnet, so mit dem Karl-Truppen-Kreuz. Ab 1919 war er Privatdozent in Prag und wurde 1924 ordentlicher Professor für Neurologie und Psychiatrie an der Universität Prag. Loewy publizierte mindestens 64 wissenschaftliche Arbeiten. Er war kinderlos verheiratet.
Aufgrund seiner jüdischen Herkunft wurde er in das Ghetto Theresienstadt deportiert, wo er am 7. Mai 1942 ankam. Im Theresienstadt-Konvolut ist er als „B-Prominenter“ aufgeführt. Max Loewy wurde am 8. Mai 1945 durch die Rote Armee befreit und kehrte nach Marienbad zurück, wo er im Januar 1948 verstarb.